# كوغية
الكوگيَّة أو الكوغية (الاسم العلمي: Kogia) هي جنسٌ من الحيتان المسننة ضمن فوق فصيلة حيتان العنبر التي تضم نوعين موجودين ونوعين منقرضين من النيوجين:
- حوت العنبر القزمي (الاسم العلمي: Kogia breviceps)
- حوت العنبر القزم (الاسم العلمي: Kogia sima)
- †كوغية بوسيلا [الإنجليزية]، إيطاليا، منتصف العصر البليوسيني
- †كوغية دانوموراي [الإنجليزية]، البيرو، العصر البليوسيني الأخير